# Juan Domingo Perón
Juan Domingo Perón (Lobos, 8 ottobre 1895 – Olivos, 1º luglio 1974) è stato un generale e politico argentino. Fu presidente dell'Argentina dal 1946 al 1955 quando venne rovesciato da un colpo di Stato militare. Rieletto alla stessa carica nel 1973, morì l’anno seguente e gli subentrò la terza moglie Isabel Martínez de Perón.
I seguaci di Perón – originariamente chiamati descamisados, «scamiciati» ad indicare simbolicamente la provenienza dagli strati popolari della società – acclamavano i suoi sforzi per eliminare la povertà e dare maggior dignità al lavoro, mentre i suoi oppositori politici lo hanno considerato un demagogo e un dittatore. Diede vita al movimento politico conosciuto come peronismo o giustizialismo (justicialismo) che si proponeva come una terza via fra il capitalismo e il socialismo.
Perón costruì la sua immagine anche grazie all'aiuto della seconda moglie, Evita Perón. Il movimento peronista fu sincretico, talora definito populista unendo il socialismo, il patriottismo e la terza via economica, con alcune somiglianze col fascismo italiano (sebbene Perón non abbia mai dichiarato affinità in tal senso) senza rinnegare, perlomeno retoricamente, la democrazia, la sovranità popolare e il socialismo nazionale. Si ispirò anche alle politiche economiche keynesiane e dirigiste del New Deal di Franklin Delano Roosevelt. In politica estera sostenne il distacco dell'Argentina dall'influenza degli Stati Uniti e, al contempo, una politica terzomondista, di neutralità e di non allineamento nei confronti dei due blocchi (filosovietico e filostatunitense) della guerra fredda. Nel 1973, durante il secondo mandato di presidenza, l'Argentina entrò difatti a far parte del Movimento dei paesi non allineati.
Perón è stato anche descritto come un tipico caudillo (parola che nei paesi ispanofoni indica un capo carismatico che riunisce in sé potere politico e militare), benché nei suoi scritti abbia apertamente rifiutato questa etichetta e questo ruolo. L'ideologia peronista ha permeato – e tuttora è molto importante – la maggior parte dei partiti politici argentini odierni, sia di destra sia di sinistra. È stato uno dei presidenti argentini più discussi sia per questa mancanza di un riferimento politico ben preciso sia per aver dato asilo ai nazisti che scappavano dai processi per crimini di guerra al termine della seconda guerra mondiale.
Perón non aveva vicinanze ideologiche con il nazionalsocialismo hitleriano, sebbene alcuni studiosi lo affermino, mentre erano note le simpatie verso il fascismo di Mussolini (e la sua personale sintesi di nazionalismo, corporativismo e sindacalismo rivoluzionario).
Il peronismo non fu mai antisemita e con la Fondazione Evita Perón aiutò il neonato stato di Israele, gesto ricambiato con una visita ufficiale di Golda Meir in Argentina. Durante la sua vita ebbe rapporti con la massoneria europea e, secondo alcuni, tramite la terza moglie Isabelita, ebbe un legame con Licio Gelli, capo della loggia massonica P2.

## Biografia

### Primi anni
Juan Domingo Perón nacque a Lobos l'8 ottobre 1895, figlio di Juana Sosa Toledo, di lontane origini native tehuelche, e di Mario Tomás Perón, di origine spagnola, scozzese e italiana (discendente di immigrati genovesi e francesi stabilitisi a Genova, nel quartiere della Maddalena, dove nacque il bisnonno del generale). Aveva un fratello maggiore, Mario Avelino (1891-1955), i cui discendenti sono i parenti più prossimi di Perón tuttora viventi. La data di nascita è contestata da Hipolito Barreiro che, in una recente pubblicazione, sostiene che il generale sia nato il 7 ottobre 1893 a Roque Pérez.

### Carriera militare
Juan Perón entrò nella scuola militare a 16 anni. Dopo il diploma fece rapidamente carriera nei vari gradi. Nel 1917 fu promosso tenente e nel 1924 capitano.
Si sposò la prima volta nel gennaio 1929 con Aurelia Gabriela Tizón che il 10 settembre 1938 morì di cancro all'utero. Probabilmente nello stesso periodo ebbe una relazione con una donna sposata ma separata dal marito, María Cecilia Demarchis de Holgado. La figlia di quest'ultima, Martha Holgado (1934-2007) ha sostenuto, chiedendo il test del DNA, di essere figlia di Perón, e il figlio Horacio lo ritiene tuttora. La Holgado affermò che Juan Domingo la riconobbe segretamente sotto il nome di Lucía Victoria Perón.

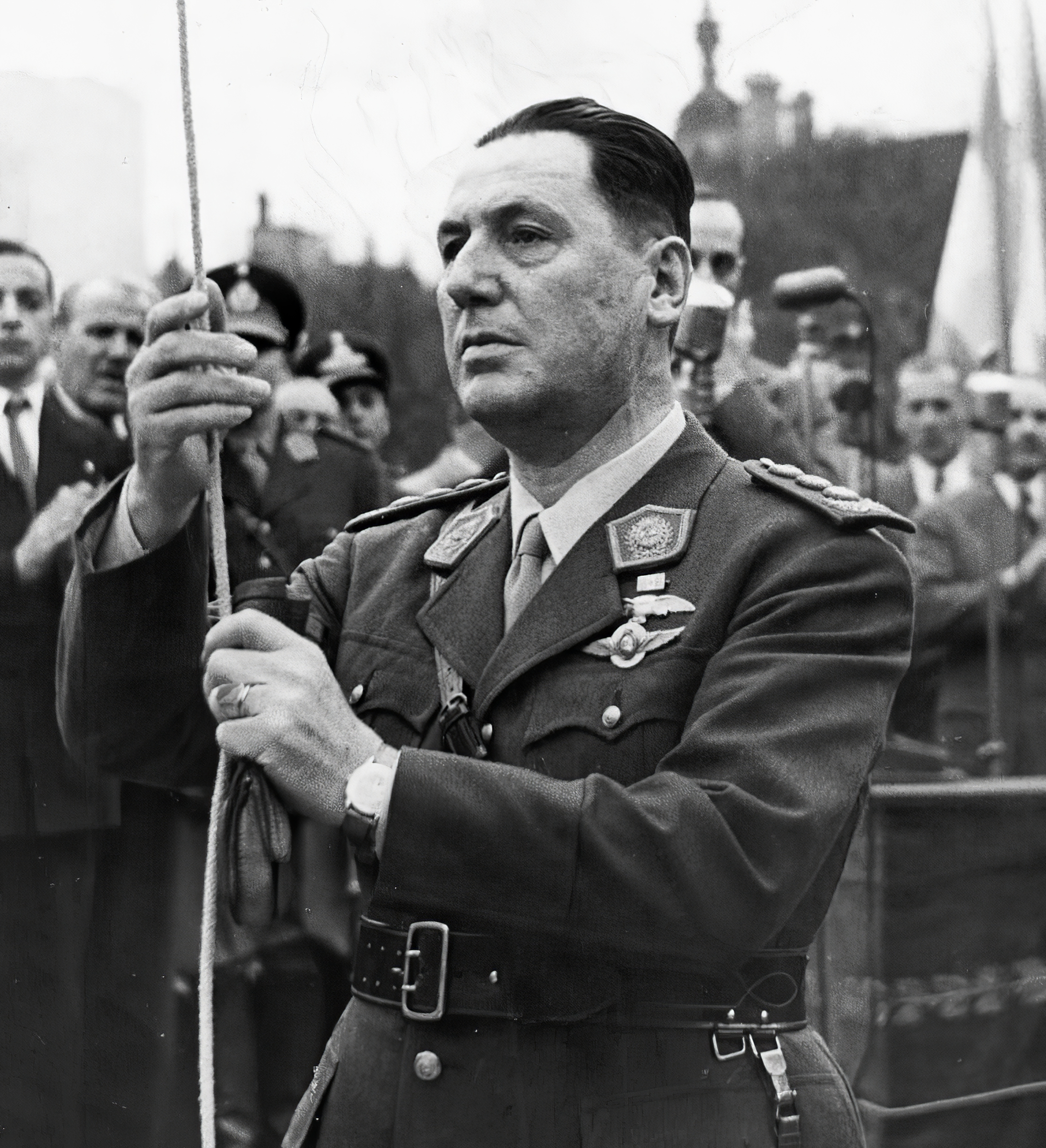
Perón in uniforme da colonnello

Nel 1931 fu promosso maggiore. Dal 1936 al 1938 fu addetto militare all'’ambasciata argentina in Cile. Prestò servizio in Italia all’inizio del 1939, alla scuola ufficiali a Chieti e, nel ruolo di osservatore militare, frequentò la "Scuola centrale militare di alpinismo" di Aosta, dove prese lezioni di sci e arrampicata da Gigi Panei e Bruno Caneva.
Rimase colpito dalla sintesi fascista di elementi socialisti e capitalisti, esprimendo apprezzamento per Benito Mussolini. Credeva, però, che la dittatura fascista fosse solo un passaggio verso la socialdemocrazia.
Tornò in Argentina nel gennaio 1941 e fu inviato nella provincia di Mendoza. Nel dicembre dello stesso anno fu promosso colonnello. Nel maggio 1942 fu trasferito nella capitale.

### Ministro nella giunta militare
Nel giugno del 1943, con il grado di colonnello, svolse un ruolo di primo piano nel golpe militare del GOU (Grupo de Oficiales Unidos) contro il governo civile di Ramón S. Castillo. Inizialmente capo della segreteria del ministero della guerra, sotto il generale Pedro Pablo Ramírez, il 27 ottobre 1943, la precaria alleanza tra sindacalisti e militari riuscì ad ottenere che Ramírez nominasse Perón direttore del Dipartimento del Lavoro, ancora non segretariato.
Quindi divenne ministro del lavoro e dello stato sociale il 27 novembre dello stesso anno e in seguito segretario alla guerra con il successivo governo del generale Edelmiro Julián Farrell nel febbraio 1944. Nel giugno di quell'anno divenne anche vicepresidente del governo mantenendo il ministero della guerra e la carica di segretario del lavoro e della sicurezza sociale, e quindi era la figura più forte dell'esecutivo.

#### L'incontro con Eva Duarte

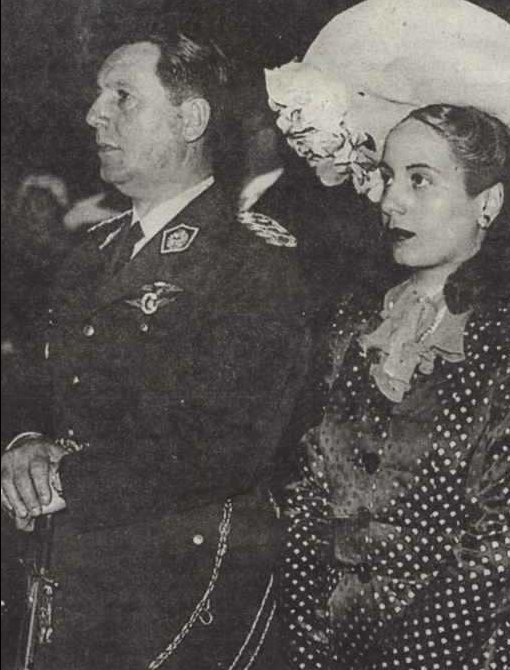
Il matrimonio civile di Perón con Evita Perón nell'ottobre 1945

Il 15 gennaio 1944 la città di San Juan venne distrutta da un terremoto causando più di diecimila morti. Come segretario al Departamento Nacional del Trabajo (Ministero del lavoro), con lo scopo di raccogliere i fondi per la ricostruzione del paese, decise di organizzare un festival affidato a una commissione di artisti, tra i quali anche Eva Duarte, la futura moglie. Il 22 gennaio 1944 durante il festival, al quale parteciparono anche militari dell'esercito e della marina, Evita e Perón si incontrarono.
Già nel febbraio seguente decisero di andare a vivere insieme nel nuovo appartamento di Evita, situato in calle Posadas. La carriera artistica di Eva continuava ad ampliarsi e nell'arco di quell'anno venne anche nominata presidente del sindacato chiamato Associazione Radicale Argentina. Evita Perón (1919-1952) da lui sposata, dopo la sua scarcerazione, il 22 ottobre 1945 diventando la sua seconda moglie, divenne in breve tempo molto famosa e le fu assegnato l'affettuoso diminutivo di Evita; aiutò il marito, con il sostegno del sindacato e dei gruppi femminili, e gestì gran parte dell'attività propagandistica del coniuge.

#### La "rivoluzione peronista"
Farrell sostenne fortemente le riforme del lavoro promosse da Peron. In quel momento la classe operaia era in continua espansione a causa dell'industrializzazione accelerata del paese, dovuta anche alla neutralità. Questa grande trasformazione socio-economica fu la base di quel nazionalismo operaio che prese forma tra la seconda metà del 1944 e la prima metà del 1945 e che prenderà il nome di peronismo.
Nel settembre 1945 le forze d'opposizione, guidate da radicali, democristiani, filocomunisti e organizzazioni datoriali, con il sostegno dell'ambasciatore USA, promossero una marcia di 200mila persone nella capitale. Questo provocò apprensione anche all'interno del governo e in quei militari contrari al duo Farrell-Peron.
Le forze militari di Campo de Mayo, sotto il comando del generale Ávalos (che era stato uno dei leader del GOU), chiesero le dimissioni e l'arresto di Perón. Costretto alle dimissioni dal governo dai suoi oppositori all'interno delle stesse forze armate il 9 ottobre del 1945 e sostituito dallo stesso Ávalos, Perón fu arrestato il 12; il 16 ottobre fu internato all'ospedale militare di Buenos Aires per una malattia, vera o fittizia. Lo stesso giorno la Confederazione Generale del Lavoro si riunì e proclamò uno sciopero di ventiquattr'ore per il 18 ottobre ma il popolo esausto iniziò a non dare più ascolto nemmeno ai sindacati. 

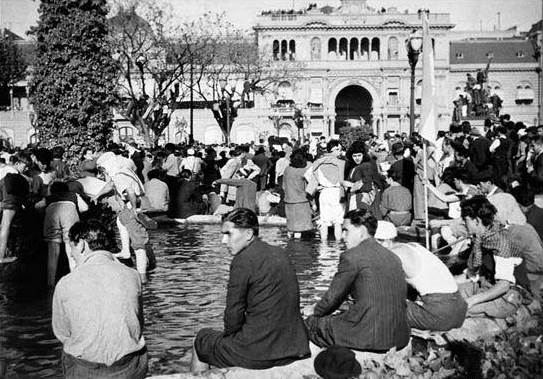
Manifestazione pro-Perón in Plaza de Mayo, il 17 ottobre 1945 ("giorno della lealtà").

Il 17 ottobre, senza che nessuno avesse dato l'ordine, non ci fu lo sciopero ma una grande mobilitazione popolare (chiamata la "marcia dei descamisados"). I descamisados occuparono Plaza de Mayo esigendo la liberazione di Perón. Quel 17 ottobre, "il giorno della lealtà", sotto il cielo incandescente, gli uomini sudati a causa del gran caldo si erano tolti le camicie, di conseguenza la parola dispregiativa descamisados ("scamiciati"), usata dal quotidiano La Prensa, divenne la parola che da allora in poi avrebbe designato il popolo peronista.
Dopo intensi negoziati Perón fu rilasciato e quella stessa notte si rivolse ai suoi sostenitori da uno dei balconi della Casa Rosada. Sia Ávalos sia Álvarez l'indomani cessarono dalle funzioni ministeriali e fu concordato un nuovo gabinetto di governo tra Farrell e Perón, con uomini fedeli a quest'ultimo. Pochi giorni dopo fu fissata la data delle elezioni: il 24 febbraio 1946.

### L'elezione a Presidente

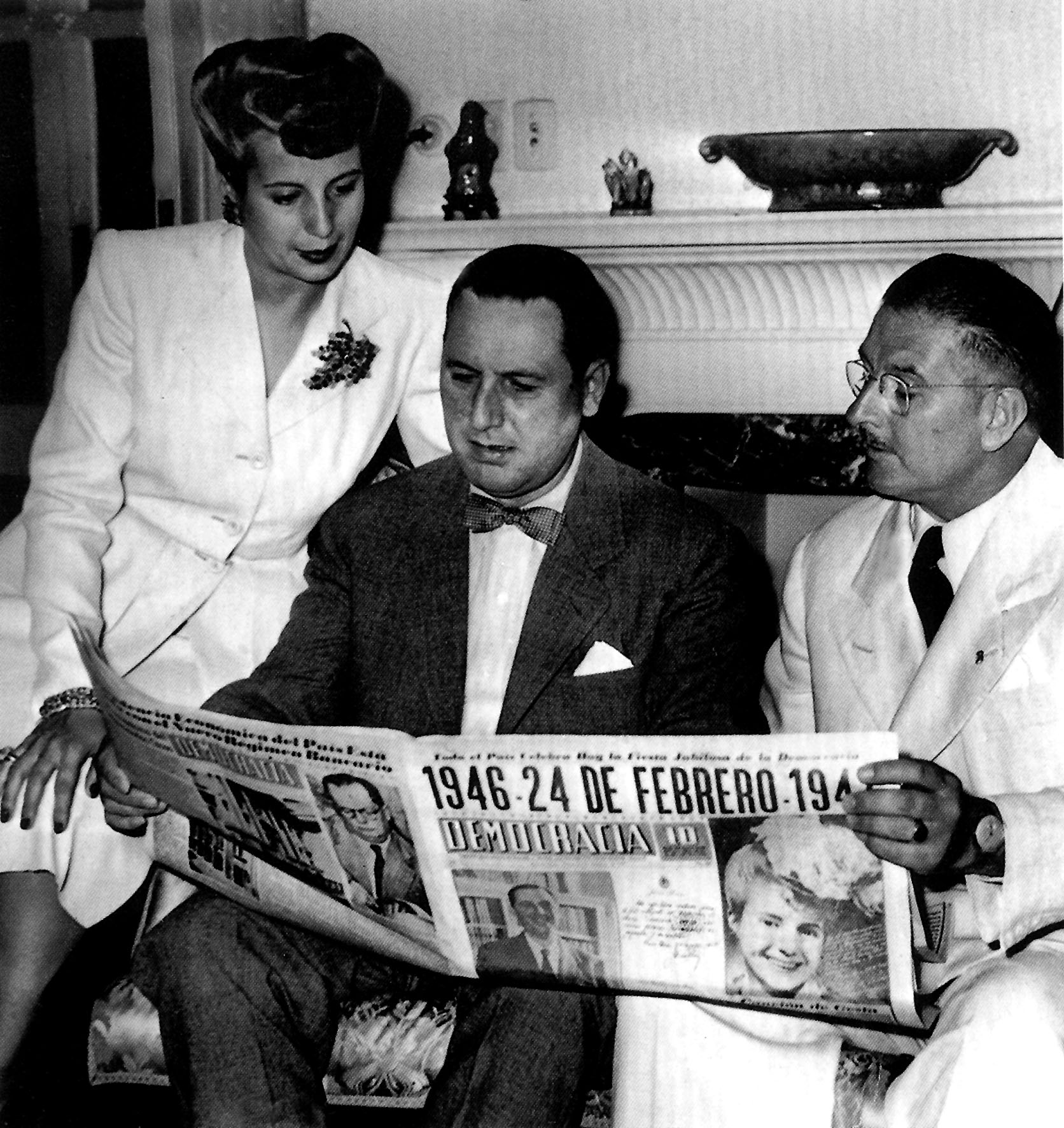
Eva Peron con il marito e il ministro del lavoro Domingo Mercante l'indomani delle elezioni

Dopo il matrimonio Perón fu occupato con la campagna elettorale per le presidenziali. 
Il 26 dicembre 1945 Evita e Perón partirono in tournée elettorale con un treno che venne battezzato “El Descamisado”, per raggiungere il Nord del paese; a questo ne seguirono altri. La grande novità di quei viaggi fu soprattutto la presenza di una donna sul treno poiché fino ad allora nessuna moglie aveva mai accompagnato il proprio marito durante una tournée del genere.

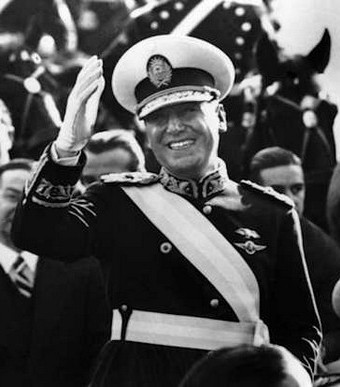
Perón alla sua prima inaugurazione presidenziale

Evita, durante i viaggi, non aveva mai tenuto un discorso; il 4 febbraio 1946, pochi giorni prima della fine della campagna elettorale al Centro Universitario Argentino, un'associazione di donne, organizzò un incontro per sostenere la candidatura di Perón. Il futuro Presidente, non sentendosi molto in forma, decise di dare ad Evita l'opportunità di parlare al pubblico; il risultato fu disastroso perché il pubblico reclamò con rabbia la presenza di Perón e impedì così ad Evita di poter pronunciare il suo discorso. Il supporto popolare gli aprì la strada per la candidatura alla Presidenza della Repubblica, che si concretizzò con il 56% dei voti ricevuto nelle elezioni generali del 24 febbraio 1946, insediandosi il 4 giugno. Intanto era stato promosso brigadier generale il 31 maggio 1946.
Nel novembre 1946 fondò il "Partito unico della rivoluzione", che venne chiamato inizialmente Partito Peronista. 
Evita si occupò di organizzare i sindacati e i gruppi femminili. Una delle battaglie combattute e vinte da Evita Perón fu quella che portò al riconoscimento dell'uguaglianza dei diritti politici e civili tra gli uomini e le donne con la legge 13.010 presentata il 23 settembre del 1947; il suo impegno per la dignità della donna fu costante e la condusse il 26 luglio del 1949 alla fondazione del Partito Peronista Femminile (PPF). Perón, dopo la vittoria alle elezioni, deteneva molti incarichi e non poteva dedicarsi, come aveva fatto negli anni precedenti, ai diritti dei lavoratori.
Fu Eva che si interessò a fare da intermediaria tra le richieste ed i problemi degli operai e Perón. L'efficienza della donna venne ricompensata con l'assegnazione di un ufficio all'interno della Segreteria (ministero) del Lavoro. Fervente visitatrice di fabbriche, scuole, ospedali, sindacati, club sportivi e culturali, Eva si guadagnò la fiducia del popolo ma in particolare dei lavoratori e dei sindacalisti, stabilendo una forte ma anche complicata relazione con loro. Un anno dopo le elezioni, Evita venne incaricata di rappresentare suo marito in un tour che comprendeva come prima tappa la Spagna, successivamente l'Italia ed il Vaticano, la Francia, il Portogallo, la Svizzera, il Brasile ed infine l'Uruguay.
Il 6 ottobre 1950 assurse al grado di tenente generale.

#### Politica del governo Perón
Perón perseguì una politica sociale che mirava all'aumento di potere della classe operaia. Espanse enormemente il numero di lavoratori iscritti al sindacato e contribuì a rafforzare la potente Confederazione Generale del Lavoro (CGT). Dichiaratamente anti-americano e anti-britannico, così come anticomunista, definì questa come la «terza posizione» (definizione ripresa in seguito da numerosi movimenti antagonisti radicali europei, compresi quelli italiani di estrema destra) tra il capitalismo e il comunismo. Perón spinse molto anche verso l'industrializzazione del paese: nel 1947 annunciò il primo piano quinquennale per dare un aiuto alle industrie che aveva appena nazionalizzato, comprese quelle di proprietà estera. La sua ideologia, soprannominata peronismo o giustizialismo (fusione tra "giustizia" e "socialismo"), e che ebbe come sbocco istituzionale la costituzione del Partito Giustizialista (Partido Justicialista), ebbe grande influenza tra i partiti politici argentini.

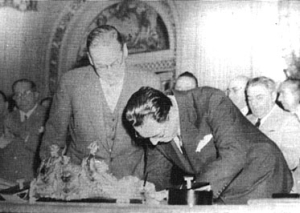
La firma della legge con cui Perón compiva la nazionalizzazione delle ferrovie.

Il primo governo Perón godette di una congiuntura favorevole grazie alle abbondanti riserve di oro e valuta straniera, con un saldo commerciale positivo e un mercato interno in espansione. Ciò favorì un ampio processo di redistribuzione della ricchezza ma anche una continuazione della contrapposizione peronismo-antiperonismo, visto il carattere autoritario del governo. Questo infatti operò una serie di arresti nei confronti dei gruppi legati al marxismo ed alla lotta di classe: i settori sindacali internazionalisti – tra cui Cipriano Reyes ed altri dirigenti che collaborarono alla sua liberazione l'anno precedente – e sciolse lo stesso Partito Laburista d'Argentina per creare quello Giustizialista.
Il peronismo venne visto comunque come una rivoluzione delle classi sfruttate, ed Evita affermò che esso doveva essere rivoluzionario o non sarebbe stato nulla. Nel primo piano quinquennale argentino venne creato l'Istituto di promozione e intercambio (IAPI), si nazionalizzarono il Banco Centrale, le imprese dei servizi pubblici (ferrovie, acqua, gas, telefoni) e si diede impulso all'edilizia popolare e all'alfabetizzazione delle classi più povere.
La politica sociale del governo peronista si riflette anche in un impegno senza precedenti dello Stato argentino nei confronti della sanità e dell'istruzione. Così, l'istruzione universitaria fu dichiarata liberamente accessibile a tutti gli argentini a partire dal 1949, il che portò a un aumento del 300% del numero di studenti durante la presidenza di Juan Perón. Il tasso di analfabetismo si ridusse significativamente, passando dal 15% del 1945 al 3,9% del 1955.
Furono inoltre compiuti sforzi per migliorare i servizi sanitari del Paese e soprattutto il numero di persone che potevano usufruirne. Il tasso di mortalità infantile si ridusse dall'80,1 per 1000 nel 1943 al 66,5 per 1000 nel 1953, mentre l'aspettativa di vita aumentò dal 61,7 del 1947 al 66,5 del 1955.
Il sistema formatosi provocò l'allontanamento dei potentati economici e finanziari statunitensi ed inglesi, realizzando una sintesi tra industria nazionale e lavoratori, in una terza via interclassista tra capitalismo e comunismo simile al corporativismo del regime fascista italiano, di cui Perón ammirava anche il progetto mai del tutto attuato della socializzazione delle industrie. Nello stesso periodo l'economia cominciò a perdere posizioni a causa dell'esaurimento delle riserve internazionali accumulate durante la guerra, ovvero quando l'Argentina costituiva la sesta potenza economica mondiale.
Perón volle innovare anche l'architettura costituzionale dello Stato: la nuova Costituzione argentina del 1949, accanto al tradizionale sistema repubblicano e formalmente democratico, in polemica con la concezione capitalista e liberista, recepiva una forte impronta sociale e solidaristica, riprendendo la formulazione della funzione sociale della proprietà in termini simili sia alla Costituzione italiana dell'anno precedente che della dannunziana Carta del Carnaro del 1920. Riconosceva inoltre il diritto di sciopero, alla salute ed all'istruzione e limitava la libera concorrenza con l'istituzione del monopolio del commercio estero da parte dello Stato; limitò la stampa e vennero fatti chiudere i quotidiani La Vanguardia, La Prensa e La Nación.
Successivamente, però, l'ostilità della Chiesa cattolica, in comunione con quella angloamericana e dei potentati economico-finanziari, sindacali e dei partiti tradizionali interni determineranno il crollo del sistema peronista.

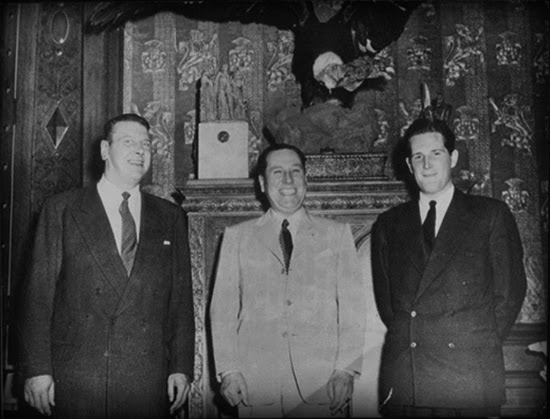
Otto Skorzeny fotografato con Perón

Diversi criminali nazisti fuggirono in Sudamerica nel dopoguerra, a volte comprando o ottenendo passaporti falsi tramite il Vaticano, o la Croce Rossa Internazionale, e molti transitarono o si stabilirono in Argentina durante l'epoca peronista, ad esempio Adolf Eichmann, Klaus Barbie, Josef Mengele, Ante Pavelic e Erich Priebke. Anche Otto Skorzeny, non ricercato, passò un breve periodo in Argentina con il suo vero nome come rappresentante della Krupp.

#### Rapporti con la Chiesa cattolica

##### La prima fase di collaborazione

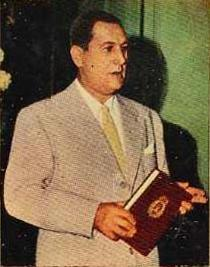
La presentazione della costituzione peronista nel 1949

Inizialmente i rapporti con le gerarchie ecclesiastiche furono buoni, e il peronismo non fu affatto antireligioso, ma essi si incrinarono quando Perón facilitò il divorzio, introducendo leggi che ostacolavano l'istruzione religiosa. In ogni caso, Perón si mostrò sempre contrario all'aborto ritenuto un mezzo colonialista di controllo dei paesi meno sviluppati. Il governo di Juan Domingo Perón in un primo momento fu legato alle Forze Armate, e l'esercito e la Chiesa erano all'epoca considerati il baluardo contro le ideologie socialiste e comuniste. La Chiesa, inoltre, sosteneva la dottrina politica della "giustizia sociale", e condivideva col peronismo l'idea che fosse compito dello Stato mediare nei conflitti di classe e livellare le diseguaglianze sociali.

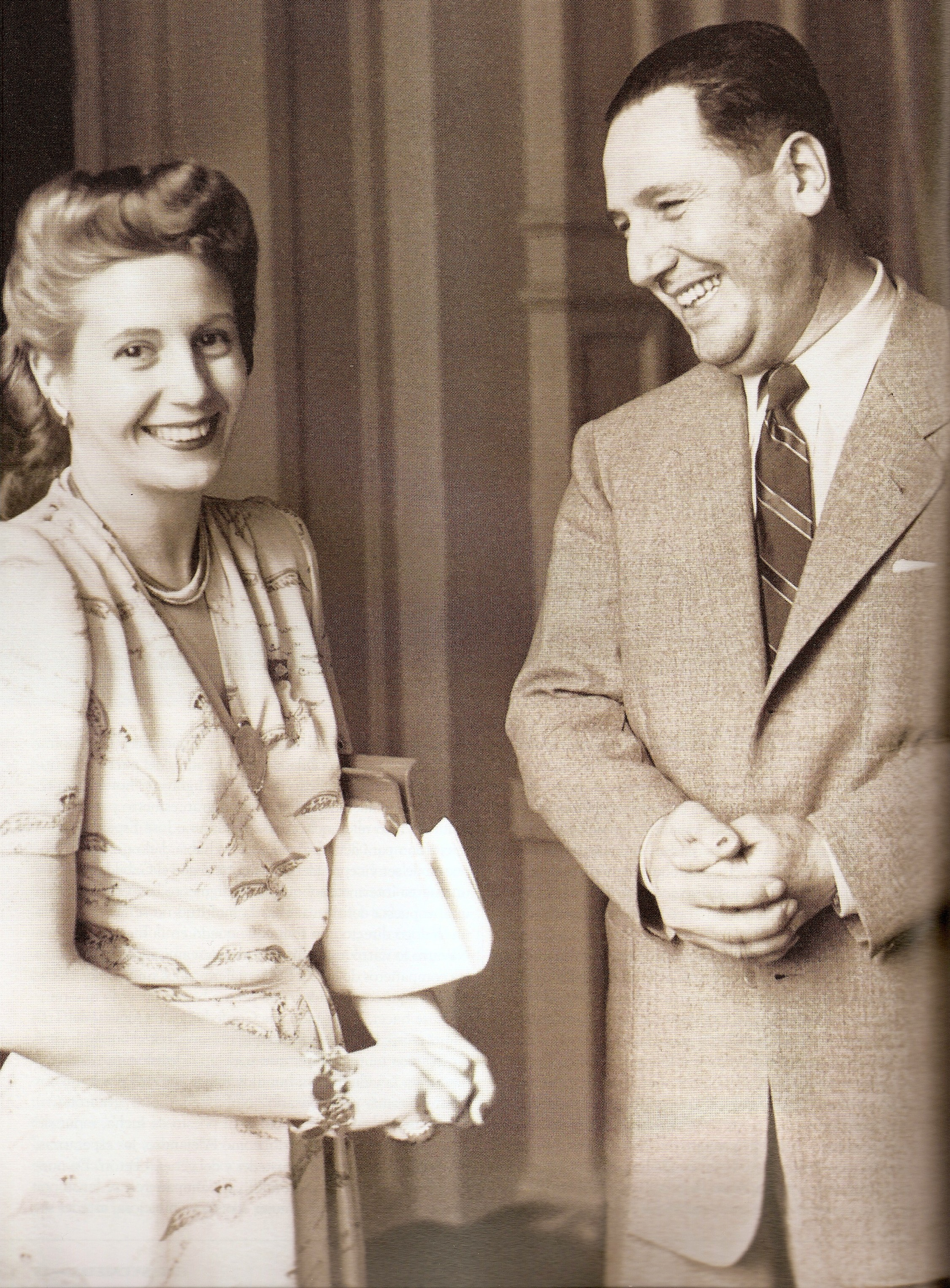
Perón ed Eva ad un incontro ufficiale alla Casa Rosada

Ci furono, tuttavia, negli anni seguenti, settori della Chiesa cattolica, già reduce dai provvedimenti antiecclesiastici del Messico di Calles un ventennio prima, che accusavano il peronismo di statalismo, anche per l'eccessiva interferenza del governo nazionale nella vita privata e in contesti che non gli competevano. Il motivo della critica era dovuto anche al fatto che spesso lo Stato peronista invadeva le sfere tradizionalmente di competenza della Chiesa nel momento in cui si interessava, ad esempio, dei piani di assistenza e della pubblica educazione. Molte alte gerarchie ecclesiali argentine erano rimaste alleate della vecchia oligarchia, nonostante la Costituzione del 1949 trattasse con moltissimo riguardo al cattolicesimo, rendendolo religione di Stato nell'articolo 2, e affermasse che il Presidente dovesse essere un cattolico.
Nel 1946 il Senato approvò una legge che riaffermava e confermava tutti i decreti stabiliti dalla giunta militare del precedente governo dittatoriale. Tra questi decreti c'era anche la legge sull'istruzione religiosa obbligatoria varata nel 1943. Questa legge era stata duramente discussa alla Camera dei Deputati, ed era passata solo grazie al voto dei peronisti. Gli argomenti che apportarono a favore della legge furono nazionalistici ed antiliberali: si sottolineò il legame esistente tra l'identità della nazione e il profondo cattolicesimo della Spagna, e si enfatizzò il ruolo che la religione avrebbe avuto nella formazione delle coscienze e della società.

##### La rottura e la scomunica di Perón
Questa riaffermazione della legge sull'educazione religiosa, tuttavia, limitò i poteri della Chiesa dando ragione a coloro che all'interno della stessa Chiesa tacciavano il peronismo di statalismo: i programmi scolastici e i contenuti dei libri di testo erano responsabilità dello Stato, il quale avrebbe potuto consultare le autorità ecclesiastiche qualora ce ne fosse stato bisogno; le altre materie scolastiche continuarono ad essere insegnate secondo lo spirito della Legge 1420 del 1884, e quindi continuarono a seguire la tradizione laicista dello stile di formazione argentina; l'educazione scolastica divenne un mezzo di propaganda per il culto della personalità del Presidente e di sua moglie Eva; nel giugno 1950, infine, Perón nominò Armando Méndez San Martín, un massone anticattolico, Ministro della Pubblica Istruzione, cominciando a guardare la Chiesa con sospetto.
Durante il suo secondo mandato Perón non condivise l'aspirazione della Chiesa a promuovere partiti politici cattolici. Infine, alcune leggi peroniste provocarono malumori tra i vescovi: nel 1954 il governo soppresse l'educazione religiosa nelle scuole, tentò di legalizzare la prostituzione, di far passare una legge sul divorzio, e di promuovere un emendamento costituzionale per separare completamente Stato e Chiesa. Perón, poi, accusò pubblicamente il clero di sabotaggio. Il 14 giugno 1955, durante la festa del Corpus Domini, i vescovi Manuel Tato e Ramón Novoa fecero discorsi antigovernativi. Fu il punto di rottura: durante quella stessa notte gruppi di peronisti attaccarono e bruciarono alcune chiese di Buenos Aires; Perón divenne apertamente anticlericale e, due giorni dopo questi fatti, venne scomunicato da papa Pio XII (la scomunica sarà revocata molti anni dopo da papa Paolo VI), che precedentemente lo aveva anche insignito dell'Ordine di Pio IX.

### La rielezione e il golpe
Perón rivinse le elezioni presidenziali dell'11 novembre 1951 con un ampio consenso, il 62% dei voti.
Il paese però fu escluso dalle agevolazioni del piano Marshall americano per i paesi europei, con il conseguente principio di avvicinamento all'Unione Sovietica, e questo danneggiò l'economia argentina, e in particolare il settore agricolo, tradizionale esportatore verso l'Europa. La perdita del sostegno della Chiesa cattolica, l'approfondimento di un modello di giustizia sociale e la stessa morte della moglie Evita (nel 1952 a causa di un cancro) portarono in quegli anni a una crisi economica e sociale e a una perdita del consenso popolare. Nello stesso anno, Perón si attribuì il titolo onorifico di Libertador de la República (che richiamava gli appellativi degli eroi sudamericani Simón Bolívar e José de San Martín), mentre nominò Eva (circa due mesi prima della morte) Leader spirituale della Nazione Argentina.
Tre anni dopo avvenne un primo sanguinoso tentativo di colpo di Stato da parte di un settore delle forze armate argentine, composto in particolare da militari della Marina. Il 16 giugno 1955 aerei dell'aviazione navale bombardarono Plaza de Mayo, dove il presidente avrebbe dovuto tenere un comizio, fallendo nell'obiettivo di uccidere Perón ma provocando la morte di centinaia di civili. Truppe dell'esercito, leali a Perón, sconfissero i golpisti, molti dei quali fuggirono all'estero. Perón cambiò ministro dell'interno e della Marina e tentò una democratizzazione, autorizzando i vecchi partiti a servirsi dei media.
Alcuni mesi dopo, un secondo golpe, la cosiddetta "Revolución Libertadora", sostenuta dai settori antiperonisti delle forze armate, da dirigenti radicali, conservatori e socialisti e anche da alcuni settori della Chiesa, fu realizzato il 19 settembre 1955.
Mentre settori del movimento giustizialista erano pronti a prendere le armi, Perón, per evitare che nel paese scoppiasse la guerra civile, andò in esilio in Paraguay, e il potere passò a una giunta militare, con il generale Eduardo Lonardi. Il movimento peronista fu dichiarato illegale in Argentina, che di fatto avrà elezioni non democratiche fino al 1973.
Fu revocata la Costituzione del 1949 e riaperto il carcere di Ushuaia (chiuso nel 1947 da Perón a causa delle sue pessime condizioni) per detenuti politici; inoltre fu messo al bando anche il Partito Comunista e reintrodotta la pena capitale anche per i civili (abolita dopo il 1916, rimase in vigore dagli anni Sessanta fino al 1984), al di fuori dell'ambito militare (dove era prevista dal Codice penale del 1951), tutte cose che Perón aveva rifiutato di fare durante il suo governo.
Nel giugno 1956 gruppi di militari filo-peronisti tentarono un contro colpo di stato con il generale Juan José Valle, ma il tentativo fallì e molti di loro furono fucilati. I militari convocarono le elezioni generali nel 1958, ma il Partito peronista restò fuorilegge. In Argentina, la fine degli anni 1950 ed i anni 1960 furono segnati da frequenti cambi di governo e da un'insufficiente crescita economica, con continue rivendicazioni sociali e sindacali. I diversi governi che si succedettero, dopo elezioni in cui al partito giustizialista era vietato presentarsi, approfondirono un modello di dipendenza dalle potenze capitaliste portando l'Argentina ad un progressivo impoverimento.
Il Partito giustizialista fu riammesso brevemente alle elezioni nel 1962, ma la vittoria in diverse province alle elezioni del 18 marzo dei partiti che facevano riferimento al peronismo, portò a un altro golpe militare.

### L'esilio

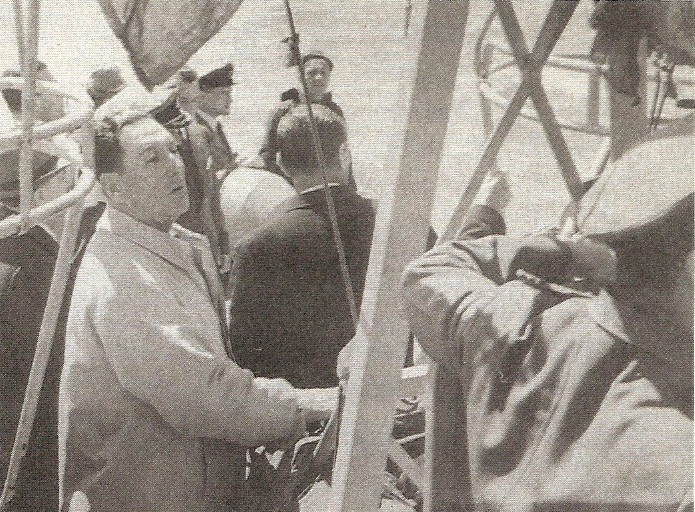
Perón a bordo della nave della marina paraguaiana che lo porterà in esilio nel 1955

Perón dal Paraguay, dove dal settembre 1955 era sotto la protezione del presidente Alfredo Stroessner, si trasferì in novembre a Panama, nella città di Colón. Nell'agosto 1956 decise con il suo entourage di andare in Venezuela. Ma il 23 gennaio 1958, Perón, a seguito di un rovesciamento militare in quel paese, dovette rifugiarsi presso l'ambasciata della Repubblica Dominicana e da lì partì per quel paese, dove fu ricevuto dal dittatore Rafael Leónidas Trujillo.
Infine si trasferì dalla Repubblica Dominicana alla Spagna franchista, dove il generale Francisco Franco gli diede asilo politico arrivando a Siviglia il 26 gennaio 1960, insieme a una famosa cantante e ballerina di night club, Isabel Martínez Cartas, che aveva conosciuto a Panama nel 1956. e risiedendo a Madrid. 
La sposò poi in terze nozze nel 1960, e da allora lei fu conosciuta come Isabelita Perón.

Ad una intervista della tv inglese, che gli chiese cosa intendesse fare per tornare in Argentina, Perón rispose: 
 Egli restava profondamente convinto che gli argentini fossero comunque dalla sua parte. Sempre in una sua dichiarazione ad un giornale inglese aveva detto: "Gli argentini sono al 30 per cento socialisti, al 20 per cento conservatori, un altro 30 per cento è di radicali […]"; al che il giornalista lo interruppe domandandogli: "E i peronisti?". "No, no, peronisti sono tutti quanti", affermò il Presidente con estrema naturalezza.
Dall'esilio, Perón sostenne i peronisti, divisi in destra e sinistra, e le organizzazioni sindacali più attive.
Perón aveva inizialmente sostenuto il movimento dei montoneros, costituito dall'ala più "socialista" dei suoi sostenitori, i quali speravano ancora che dopo il suo rientro in Argentina avrebbe messo la nazione sulla strada per la costruzione di una "Patria Socialista". A capo era stato designato il peronista Jorge Ricardo Masetti, amico di Che Guevara e fondatore di Prensa Latina assieme a Fidel Castro, che organizzò le diverse forze rivoluzionarie peroniste, ma scomparve nel nulla, probabilmente assassinato, nel 1964. Guevara e Perón avevano un rapporto di stima reciproca: il rivoluzionario inviò al generale, tramite Castro, una copia autografa del suo libro La guerra di guerriglia con la dedica «Da un ex oppositore evoluto, con ogni affetto e simpatia, a Juan Domingo Perón»; nel loro secondo e ultimo incontro (1967), Perón cerco di dissuadere il Che dalla sua spedizione boliviana dove troverà la morte con queste parole: «Non sopravviverai in Bolivia. Sospendi questo piano. Cerca delle alternative. (…) Non suicidarti». Lo definì "il più grande rivoluzionario", anche se espresse dubbi sull'uso della guerriglia e in altre occasioni parlò di Guevara come di «un utopista immaturo - ma uno di noi - e sono felice che sia così, perché fa venire agli yankee un vero mal di testa».
Perón, dall'esilio nella Spagna franchista, aveva abbandonato i suoi propositi populisti e neosocialisti del periodo con Evita, avvicinandosi molto di più alla destra, anche se di certo in maniera slegata dagli Stati Uniti e dalle dinamiche della guerra fredda. 
Nei primi anni 1970, si aprì la strada al ritorno di Perón. Il generale Alejandro Agustín Lanusse si impossessò militarmente del potere nel marzo del 1971 e dichiarò l'intenzione di ripristinare la democrazia costituzionale a partire dal 1973. 
È certo che il suo rientro fu favorito da una lunga trattativa con il governo militare di Lanusse tramite il governo spagnolo di Francisco Franco.
Perón tornò così in Argentina dall'esilio il 17 novembre 1972 e vi restò per un mese, incontrando anche il leader dei radicali per lanciare un messaggio di concordia tra le forze politiche, ma la giunta confermò la sua ineleggibilità nelle successive elezioni del 1973.

### Il ritorno, la rielezione e la morte

Juan Perón nel 1973

L'11 marzo del 1973 si tennero in Argentina le elezioni generali. A Perón fu impedito di concorrere, ma fu ammesso il suo partito. Gli elettori votarono come presidente il candidato del partito giustizialista, Héctor José Cámpora, peronista di sinistra, che ottenne il 49,5%. Appena entrato in carica Cámpora si dimise nel luglio dello stesso anno, spianando la strada a nuove consultazioni, dove poteva candidarsi Perón. Dopo la vittoria elettorale, avvenuta l'11 marzo 1973, del Fronte Giustizialista di Liberazione (costituito dal Partito Giustizialista, dal Partito Conservatore Popolare e dal Partito Socialista Unificato), Perón, rientrato in Argentina, si staccò dai suoi sostenitori di sinistra e sostenendo sempre più la destra e l'ala conservatrice del suo movimento. Si delineò presto una marcata e definitiva cesura tra il peronismo di sinistra (i montoneros, la chiesa cattolica militante e terzomondista) ed il peronismo di destra (nazionalisti, conservatori).
Il giorno del ritorno a Buenos Aires, il 20 giugno, circa tre milioni di sostenitori si radunarono presso l'aeroporto di Ezeiza per attendere l'arrivo in aereo del loro leader, dopo 18 anni di esilio in Spagna. Ma il suo aereo dovette essere reindirizzato nella base aeronautica di Morón a causa degli scontri tra le due fazioni peroniste, quella di destra e quella di sinistra, che si erano ammassate per salutare il suo arrivo. Questo evento, noto come il massacro di Ezeiza, lasciò 13 morti e più di 300 feriti.
Dopo le dimissioni di Cámpora e del suo vicepresidente, Perón si presentò alle elezioni generali del 23 settembre, con sua moglie Isabel candidata al ruolo di vicepresidente, elezioni che vinse con il 62% dei consensi, divenendo presidente per la terza volta, e insediandosi nell'ottobre del 1973.
Il nuovo governo peronista però si disfece presto per via dei conflitti tra i sostenitori di sinistra e quelli di destra e anche a causa di numerosi morti negli scontri.

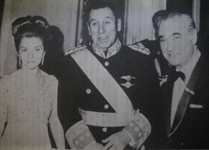
Perón al centro, con la moglie Isabel, vicepresidente, e l'ambasciatore spagnolo

Ne derivò una vera e propria dichiarazione di guerra tra movimento e governo. Ci furono episodi di guerriglia e terrorismo da parte di gruppi armati e da parte di filogovernativi (come l'Alianza Anticomunista Argentina o Tripla A, a cui appartenevano i responsabili del massacro di Ezeiza), fedeli alle linee di Isabel Perón. I montoneros eseguirono numerosi atti dimostrativi e anche alcuni sequestri e omicidi. Nel tentativo di ristabilire l'ordine pubblico, il governo deliberò alcuni provvedimenti di emergenza.
Il peronismo di governo, per influenza di Isabel e altri ministri, tra cui il potente massone José López Rega, detto el brujo, "lo stregone", anticomunista accanito, fondatore della Tripla A (che aveva contribuito a far crescere sottraendo segretamente fondi al suo ministero) e uomo di fiducia del capo della P2, il faccendiere italiano Licio Gelli, divenne un governo di centro-destra, auspicato dai militari al governo sino dal marzo '73; l'anziano Perón fu usato per accreditarsi presso il popolo. I gruppi peronisti radicali, come i montoneros, ne divennero nemici, e lo stesso Presidente li criticò pesantemente, dopo che essi assassinarono alcuni uomini politici vicini a Perón, tra cui il suo collaboratore José Ignacio Rucci. Essi continueranno ad accreditare la tesi di un Perón "usato" dall'ala conservatrice, nonostante gli eventi degli ultimi mesi di vita del Presidente.
Durante le celebrazioni della festa dei lavoratori, il 1º maggio 1974, il presidente Perón, a fronte di una piazza gremita per la metà di simpatizzanti dei Montoneros, a seguito dei cori e degli slogan della piazza, rinunciò al suo discorso sul sindacalismo e si lanciò in una violenta invettiva contro il movimento montonero. Dopo la morte di Perón, avvenuta esattamente due mesi dopo, l'organizzazione si darà alla clandestinità, annunciando il ritorno alla lotta armata per fronteggiare il peronismo ufficiale.
Il vicino Cile aveva subìto intanto la reazione degli Stati Uniti alle sue politiche anti-imperialiste, che pilotarono il golpe anticomunista del 1973 contro il socialista Salvador Allende (orchestrato peraltro dagli stessi ministri militari da lui imbarcati nel 1972, dopo aver perso l'appoggio dei democristiani), preludio a quello che sarebbe successo più tardi in Argentina. Benché Allende avesse avuto buoni rapporti con i peronisti e il politico giustizialista non vedesse di buon occhio le ingerenze americane, Perón non poté schierarsi contro il generale Pinochet, a causa della fragilità della situazione interna, o non volle farlo a causa del suo anticomunismo. Il leader argentino incontrò pubblicamente il dittatore cileno nel 1974, come l'anno precedente aveva incontrato lo stesso Allende.
Il presidente Peron soffriva da tempo di numerosi problemi di salute, complicati da una polmonite, al punto che dovette subito demandare alla moglie gran parte del lavoro politico, e negli ultimi mesi fu privo ormai di poteri decisionali, accentrati nelle mani di Isabel; in particolare era affetto da una cardiopatia ischemica cronica con insufficienza cardiaca.
Juan Domingo Perón morì improvvisamente il 1º luglio 1974 nella villa Quinta de Olivos (circondario di Buenos Aires), colpito, durante una broncopatia, da infarto miocardico acuto. Una folla imponente partecipò ai funerali a Buenos Aires. Il corpo di Perón venne sepolto temporaneamente nella cripta ricavata sotto la villa, in attesa della costruzione di un mausoleo.

## La successione

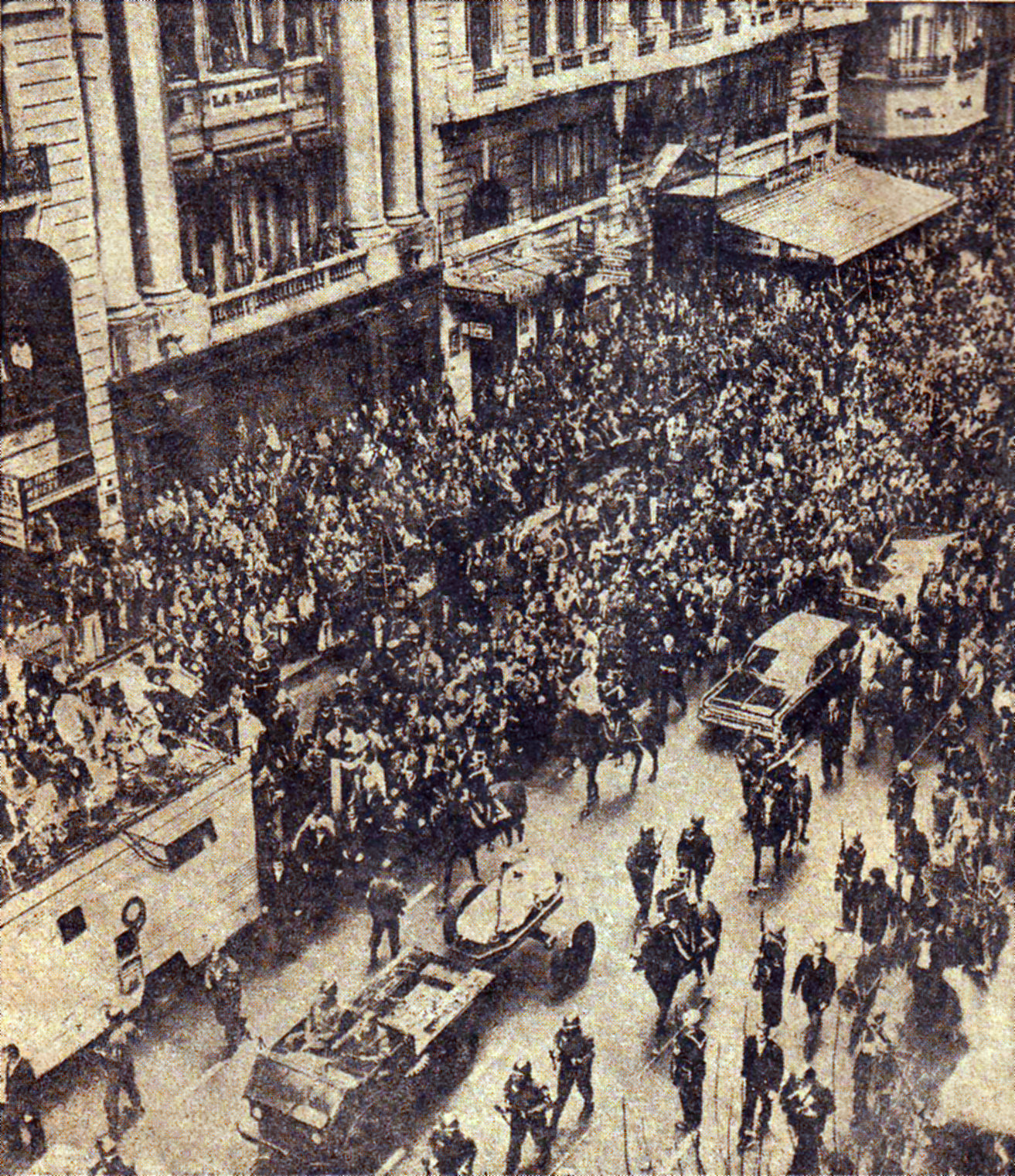
Funerali di Stato di Juan Perón

Con molti problemi politici ancora non risolti, a lui succedette la consorte Isabel che, in qualità di vicepresidente eletta, venne automaticamente nominata Presidente ad interim fino alla fine del mandato. La vedova ed erede organizzò imponenti funerali di stato e fece imbalsamare il corpo di Perón, ponendolo temporaneamente nella cappella della sua casa presidenziale, in attesa della costruzione di un mausoleo – il quale, a causa degli sconvolgimenti politici successivi, non sarebbe stato completato – dove avrebbe dovuto essere trasferito anche il corpo di Evita.
Isabelita Perón, appoggiata dalla destra peronista, iniziò una pesante repressione degli oppositori, ma si dimostrò incapace di controllare il governo, concedendo molto potere a López Rega e agli anticomunisti più estremi, finché stante una situazione politica ed economica disastrosa, fu rovesciata, analogamente ad Allende, da un golpe militare, organizzato dai vertici delle forze armate il 24 marzo 1976, posta agli arresti per cinque anni e quindi rifugiatasi in Spagna.
Il suo esecutivo fu sostituito da una giunta militare (durata fino al 1983), presieduta fino al 1981 dal tenente generale Jorge Rafael Videla, che applicando semplicemente alla lettera il decreto 261/75, promulgato dalla stessa Perón (detto decreto dell'"annientamento dell'azione di sovversione"), intensificò i metodi di repressione di Isabelita e diede inizio agli anni del terrorismo di stato; durante questo periodo furono sequestrati, torturati, uccisi e fatti scomparire da 30.000 a 40.000 argentini, la maggioranza cittadini comuni (operai, sindacalisti, studenti), tra gli oppositori molti comunisti, democratici e moltissimi peronisti, soprattutto di sinistra (in buona parte montoneros).
Il Partito Comunista Argentino, fedele alle direttive sovietiche che non volevano rompere i rapporti con Buenos Aires, si schierò tuttavia contro i peronisti (peraltro ormai percepiti come un movimento di destra), non prendendo posizione contro il governo. I montoneros rimasero in balia della repressione, considerati come "guerriglieri marxisti" e massacrati così insieme a migliaia di cittadini. Durante la dittatura militare vennero proibiti, oltre ai riferimenti comunisti, riferimenti pubblici al peronismo, quali lodare o inneggiare a Perón o ad Evita, cosa considerata "azione sovversiva".

## I dubbi sulle origini
L'esatta data e il luogo di nascita di Perón sono state messe a volte in discussione. L'anagrafe è contestata da Hipolito Barreiro, che nella sua pubblicazione Juancito Sosa, un indios Tehuelche sostiene che Juan Perón non è nato a Lobos l'8 ottobre 1895, ma a Roque Pérez il 7 ottobre 1893, e che fosse per metà, da parte di madre, un nativo americano della Patagonia, e non soltanto di lontane origini imparentato con questa etnia. Barreiro ha sostenuto che fosse inoltre un figlio nato prima del matrimonio e poi legittimato con le nozze, fatto che fu tenuto nascosto con un falso certificato di battesimo e un falso atto di nascita ottenuti per vie traverse dalla nonna, in modo che potesse essere ammesso al collegio militare, dato che all'epoca l'esercito argentino accettava solo figli legittimi di genitori cattolici ed escludeva anche gli aspiranti cadetti di diretta origine "india".

### La teoria "sarda"
Secondo una teoria pseudostorica, sostenuta e argomentata da alcuni giornalisti sardi (Peppino Canneddu, Gabriele Casula e Giovanni Maria Bellu), Perón sarebbe stato, in realtà, un emigrato sardo, tale Giovanni Piras di Mamoiada, inventatosi natali argentini per sfuggire alla coscrizione durante la prima guerra mondiale. La notizia del Perón sardo appare per la prima volta nel marzo del 1951.
Il ricercatore Raffaele Ballore pare demolire però scientificamente la teoria sarda, anche ripercorrendo le orme del vero immigrato.
Inoltre sono sottolineate le gravi lacune nella ricerca e la confusione delle vite del Piras e del presidente Juan Perón. I cognomi, con diverse grafie, Perón, Peròn e Peron sono diffusi rispettivamente in paesi di lingua spagnola, in Francia e in Italia. Il cognome Peròn risulta essere comune soprattutto nella regione francese della Bretagna, mentre Peron è diffuso in Italia, ma in Veneto e non in Sardegna, soprattutto nelle province di Padova e Vicenza.
Secondo un giardiniere della Casa Rosada, di origine sarda, Perón avrebbe, invece, confidato di avere un nonno proveniente dal Regno di Sardegna (che all'epoca comprendeva anche Piemonte e Liguria). Teorie a parte, lo stesso Juan Perón dichiarò pubblicamente di avere origini sarde, fatto riportato anche in alcune biografie. Suo bisnonno, tale Tomás Mario Perón (1803-1856), era nato a Genova da padre francese e madre ligure, ed emigrò in Argentina nel 1831.
La scrittrice argentina Luisa Valenzuela, ha romanzato un ipotetico legame fra Piras e Perón nel romanzo La máscara sarda, pubblicato in Argentina da Seix Barral.

## Profanazione della tomba e traslazione della salma

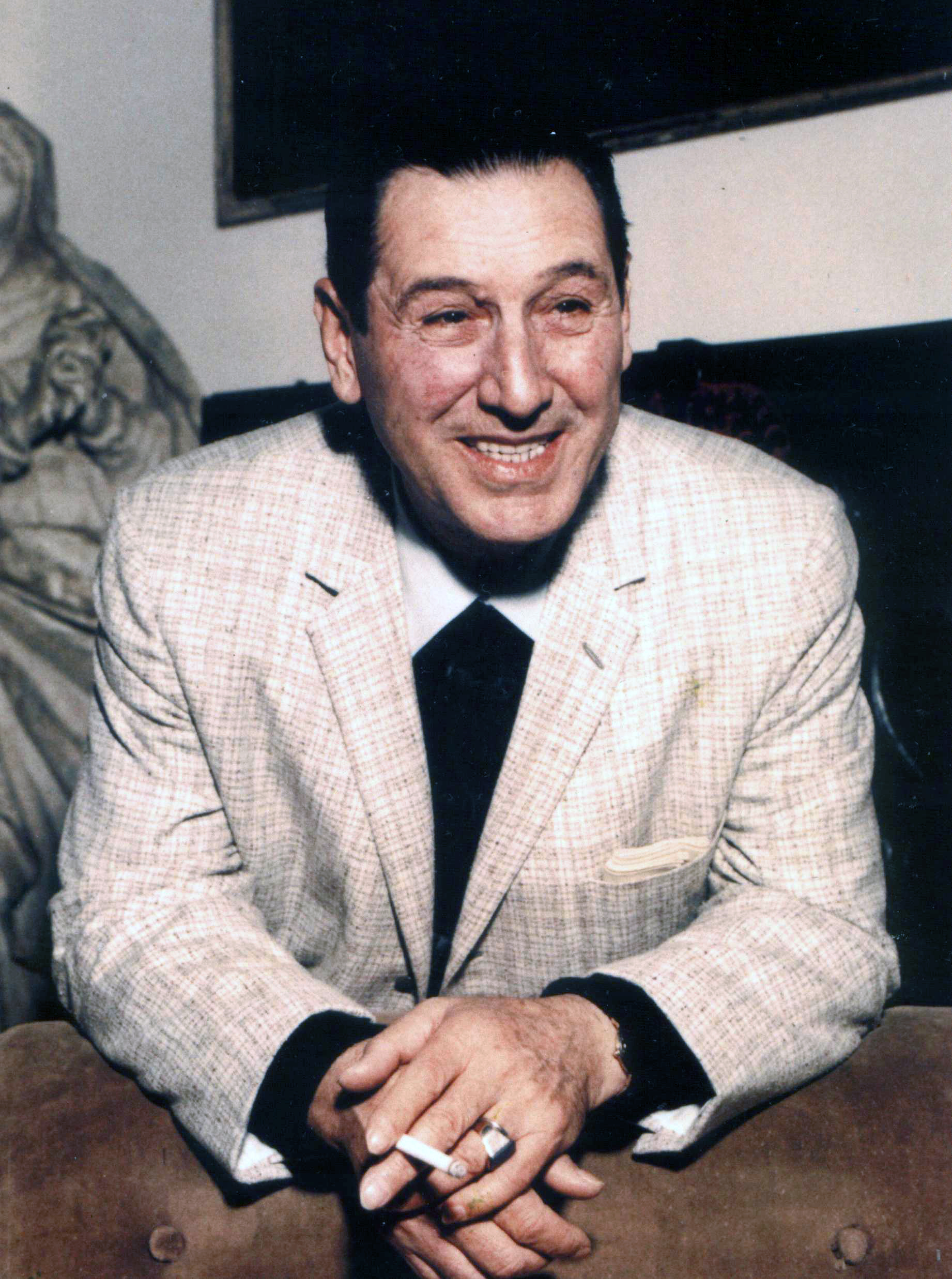
Perón nel 1973

Il corpo di Perón venne in seguito riesumato e tolto dalla cripta della residenza di Olivos, rimanendo poi a lungo nel cimitero della Chacharita a Buenos Aires, dove i militari lo avevano fatto seppellire nel 1976, quando il dittatore Videla aveva ordinato la distruzione del mausoleo in costruzione. Nel giugno del 1987 degli ignoti, utilizzando una copia delle chiavi, trafugarono le mani del presidente argentino, mutilandone così il corpo tramite una sega elettrica, rubando anche alcuni oggetti sepolti con lui (come la spada ornamentale della sua uniforme militare e una poesia scritta dalla moglie Isabel) e chiedendo un riscatto pari a otto milioni di dollari al Partito Giustizialista, il cui segretario rifiutò di pagare. Della vicenda non se ne seppe più nulla, nonostante vi siano stati alcuni indagati e perfino morti misteriose, tra cui quella del giudice titolare dell'inchiesta; una ricerca di Damian Nabot e David Cox ha sostenuto che la P2 di Licio Gelli fosse coinvolta nella dissacrazione del corpo di Perón, per una sorta di atto rituale.
C'è chi disse, tra cui lo stesso magistrato che si era occupato del caso, che le impronte digitali di Perón (o un anello particolare che portava al dito, su cui secondo i ricercatori era inciso forse un codice bancario) servissero alla P2 per accedere ai presunti conti segreti svizzeri dell'ex presidente e di Evita (conti a cui però secondo altri, lo stesso Perón non aveva più potuto accedere dopo la morte della moglie e il sequestro del cadavere mummificato); tali conti avrebbero contenuto parte dei cospicui pagamenti che i nazisti in fuga avrebbero versato all'Argentina per ottenere i passaporti.
Un'altra ipotesi è che fosse semplicemente opera di criminali comuni, che speravano di ottenere un cospicuo riscatto, o ancora di antiperonisti che volevano lanciare un segnale intimidatorio, poiché le mani di Perón facevano parte dell'immaginario collettivo in quanto egli era abituato ad alzarle entrambe per salutare la folla, e il fatto di amputarle (come accaduto alle mani di Che Guevara), era di certo un atto di sfregio diretto all'anima peronista profonda dell'Argentina. Fu ipotizzato infine anche un coinvolgimento dei militari.

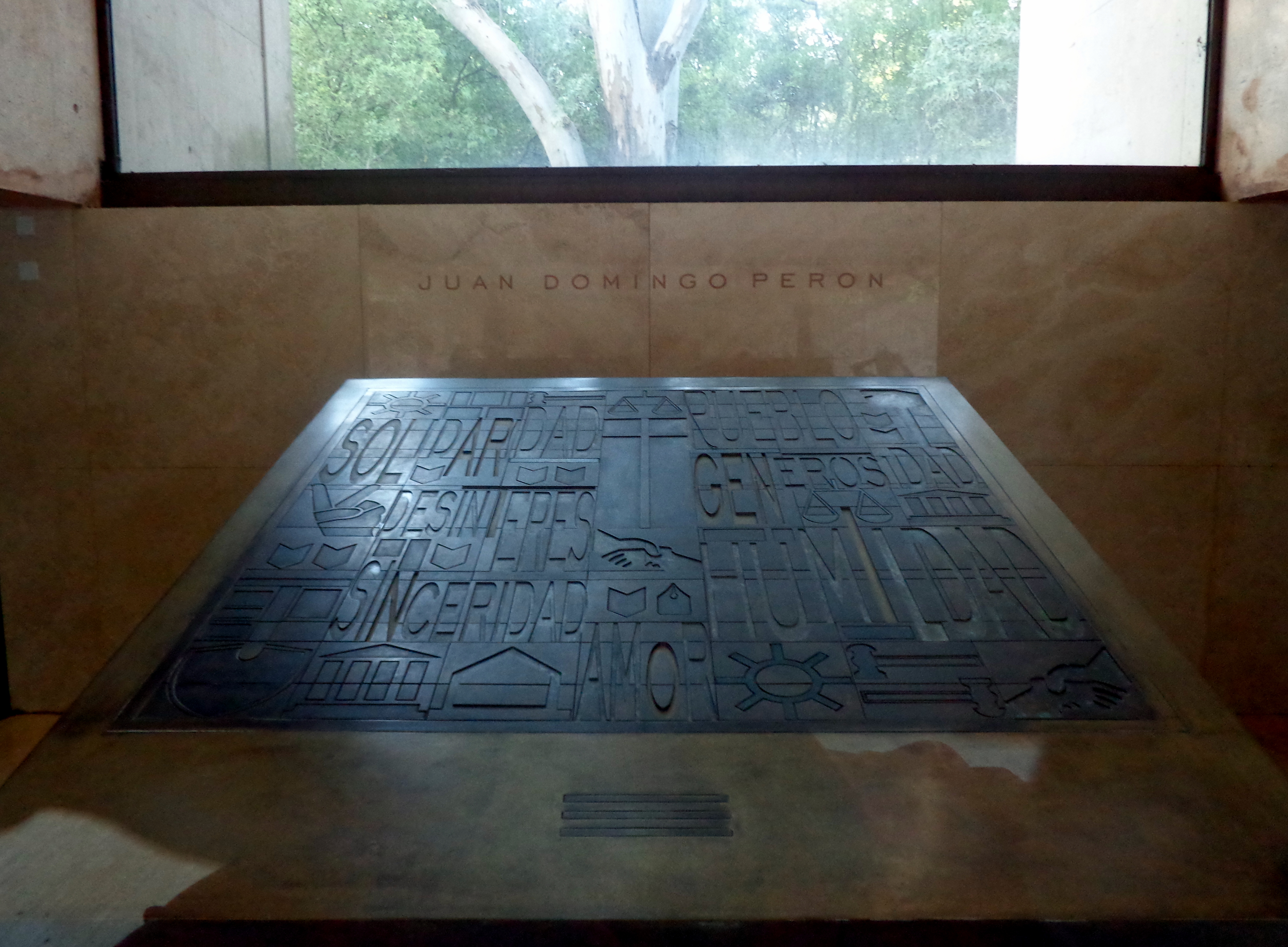
Sepoltura di Juan Domingo Perón

Il 17 ottobre 2006, anniversario del "giorno della lealtà" e festa annuale della rivoluzione peronista, sotto la presidenza di Néstor Kirchner, peronista di sinistra e, come la moglie Cristina Fernández, ex simpatizzante dei Montoneros durante la dittatura, il feretro di Perón, avvolto nella bandiera argentina, è stato traslato con una grande cerimonia civile nella sua definitiva sistemazione, una tomba costruita appositamente in un terreno di proprietà del defunto leader e della moglie Evita; la sepoltura si trova all'interno della tenuta della sua villa "Quinta 17 de Octubre", situata a San Vicente (provincia di Buenos Aires). Durante la cerimonia di trasferimento ci sono stati scontri armati e proteste da parte di antiperonisti e oppositori del governo kirchnerista. Anche alcuni parenti di Perón hanno criticato o tentato di impedire questa scelta. Nel nuovo mausoleo, secondo il progetto originario, avrebbe dovuto essere traslato anche il corpo di Evita, sepolto al cimitero della Recoleta, cosa finora non avvenuta.

## La figura di Perón fuori dall'Argentina
La sua posizione ideologica ebbe in Italia un'accoglienza calorosa, alla sua assunzione di potere in Argentina. Nei manifesti politici dell'epoca, infatti, sia il Partito Comunista Italiano, sia il Movimento Sociale Italiano esaltarono la sua ascesa, sottolineando le affinità ideologiche che l'avrebbero collegato potenzialmente a questa o quella formazione politica italiana. Il Peronismo riscosse successo e simpatia sia nella destra che nella sinistra radicale. Tuttavia il PCI, in occasione del viaggio di Evita in Italia, organizzò manifestazioni di protesta contro "la moglie del fascista Perón".
Lotta Continua, movimento comunista extraparlamentare fondato da Adriano Sofri, sul proprio quotidiano definisce il peronismo come "uno dei fenomeni sociali, politici e ideologici più incompresi del nostro secolo". Il congresso del Movimento Sociale Italiano a Roma nel 1949 si apre con tutti i delegati che gridano «Viva Perón!», mentre il settimanale di destra Il Borghese si schiera apertamente in favore del presidente argentino anche nella lotta contro il Vaticano, in quella che ritiene «la battaglia per impedire che la formula della DC si estenda anche al Sud America».
Terza Posizione, movimento di estrema destra, guardò con simpatia alla lotta dei Montoneros, movimento rivoluzionario peronista di ispirazione socialista e nazionalista di sinistra, nato durante l'esilio del Presidente Perón.
Sulla matrice politica del peronismo, peraltro, taluni autori vedono il movimento argentino come la risultante dell'apporto di diverse idee politiche, portate da intellettuali cattolici e socialisti, come da esponenti della stessa classe operaia, forze che, d'altronde, furono alla base dello stesso fascismo italiano, sebbene il peronismo sotto Perón o dopo, a differenza di alcuni movimenti precedenti di estrema destra argentina attivi negli anni '30, non adottò mai la simbologia fascista (come il fascio littorio, il saluto romano o la camicia nera, tipici, con varianti locali, di quasi tutti i fascismi del mondo) o il tipico militarismo bellicista mussoliniano, rimanendo neutro da questo punto di vista.

## Citazioni nella cultura di massa
- Evita, musical

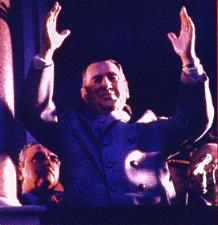
Perón saluta la folla

- Perón viene citato in un dialogo della serie animata statunitense I Simpson di Matt Groening, nell'episodio Soldato d'oh (2008); nella scena viene erroneamente associato alla dittatura militare e ai desaparecidos. La Fox ha deciso di non mandare in onda l'intero episodio in Argentina per non offendere la sensibilità della popolazione, soprattutto sull'ultimo argomento: in realtà, a parte questo, i creatori della serie hanno dichiarato che la confusione è voluta, per lo stile satirico dello show, tanto che per sottolineare l'ignoranza dei personaggi hanno inserito anche la battuta in cui uno di loro dice che la moglie di Perón era Madonna, riferimento al film su Evita, interpretato appunto dalla cantante, creduto reale da essi.[82]
- Il logo del Campionato mondiale di calcio 1978 in Argentina riprende il caratteristico gesto di Perón, che usava salutare la folla con le braccia tese sopra la testa, uno delle sue immagini più famose a livello popolare; il disegno era stato creato ancora nel 1974 ma, dopo che i militari presero il potere nel 1976, si accorsero troppo tardi di tale simbologia in vista dell'avvio dei mondiali e tentarono quindi di modificare il logo della manifestazione; ma oramai il disegno era stato già ampiamente commercializzato e il merchandising avviato, per cui una modifica forzata "sarebbe sfociata in un mare di azioni legali contro il paese", per cui i militari "masticarono la sconfitta"[83].

### Perón nel cinema
| Anno | Film                                                                | Attore                                | Note                    |
| ---- | ------------------------------------------------------------------- | ------------------------------------- | ----------------------- |
| 1981 | Evita Peron (Evita Peron)                                           | James Farentino                       | Miniserie TV            |
| 1996 | Evita (Evita)                                                       | Jonathan Pryce Martin Drogo (giovane) | Musical cinematografico |
| 1996 | La vera storia di Eva Perón (Eva Perón)                             | Víctor Laplace                        |                         |
| 2004 | Padre Coraje (Padre Coraje)                                         | Víctor Laplace                        | Serie TV                |
| 2004 | Ay Juancito                                                         | Jorge Marrale                         |                         |
| 2008 | Algo habrán hecho                                                   | Rafael Ferro                          |                         |
| 2010 | "De crisis", episodio della miniserie Bernhard, Schavuit van Oranje | Juan Carlos Tajes                     | Miniserie TV            |
| 2011 | Juan y Eva                                                          | Osmar Núñez                           |                         |
| 2011 | Eva de la argentina                                                 | Carlos Russo (voce)                   | Film d'animazione       |
| 2012 | Carta a Eva                                                         | Héctor Colomé                         | Miniserie TV            |
| 2012 | Puerta de Hierro, el exilio de Perón                                | Víctor Laplace                        |                         |
| 2022 | Santa Evita                                                         | Dario Grandinetti                     | Miniserie TV            |

## Galleria d'immagini

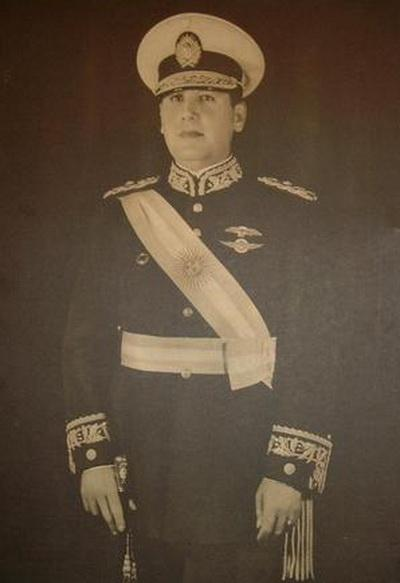
Perón in alta uniforme
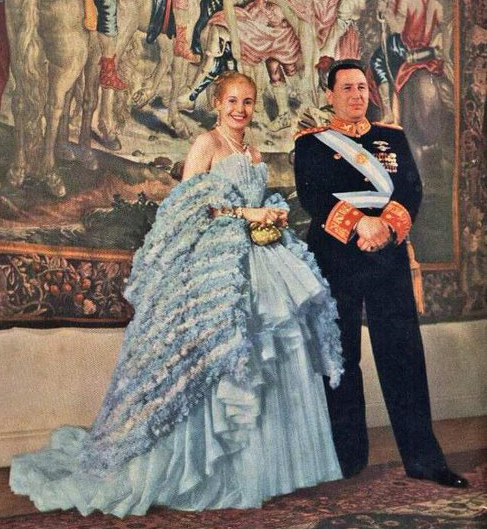
Ritratto ufficiale di Juan ed Evita.
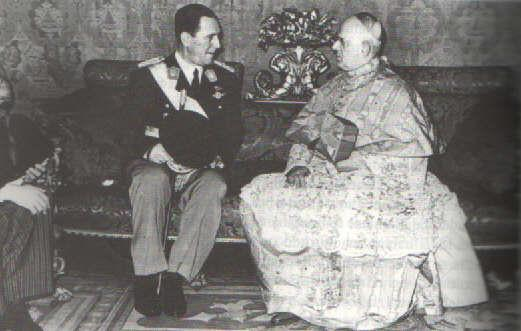
Il Presidente Juan Domingo Perón con il cardinale Santiago Luis Copello.
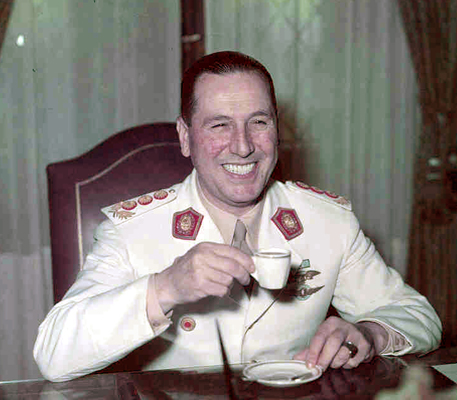
Perón in divisa da tenente generale, nel 1950 durante una pausa di lavoro alla sua scrivania.
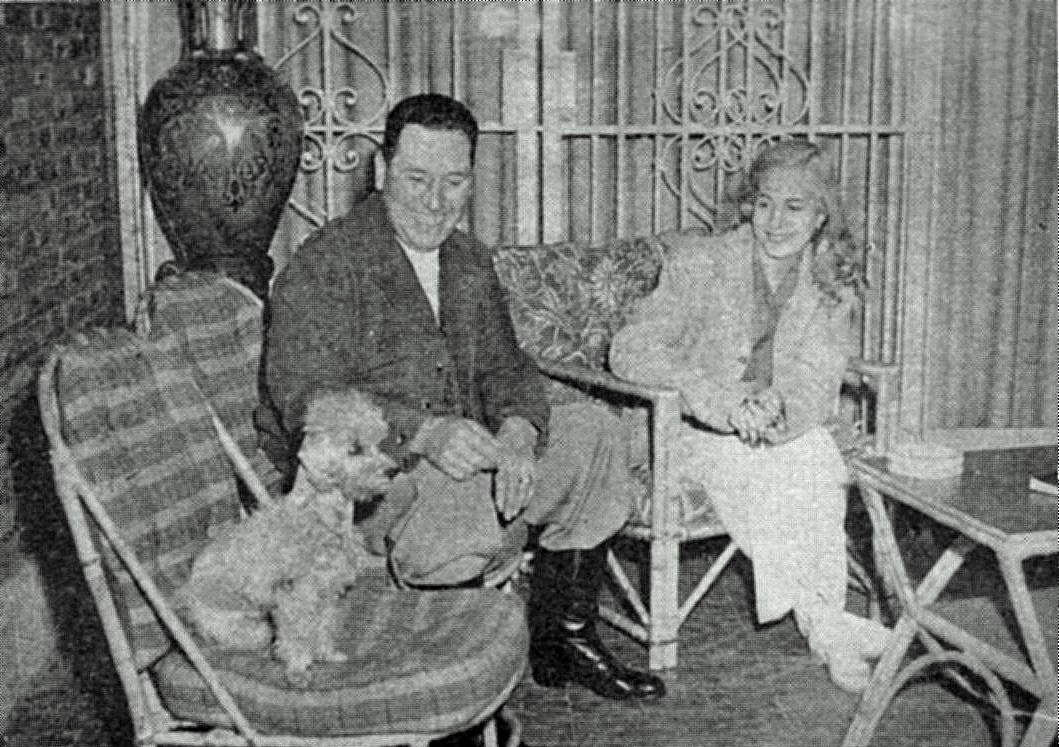
Evita, Juan Perón e un cane barboncino.
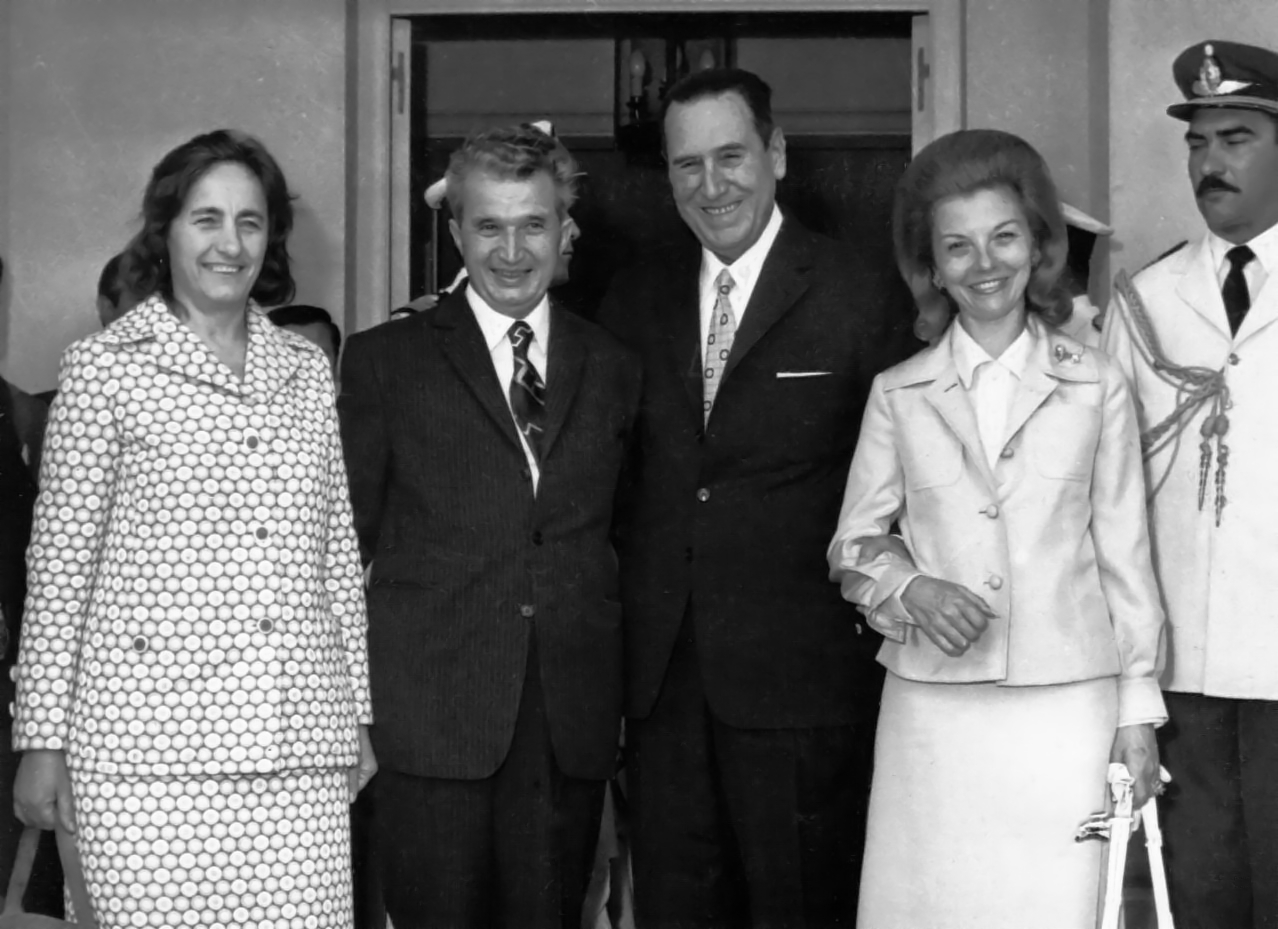
Isabel e Perón insieme ai coniugi Ceaușescu.